# Billy Bremner
William John Bremner, mais conhecido como Billy Bremner (Stirling, 9 de Dezembro de 1942 - Doncaster, 7 de Dezembro de 1997), foi um futebolista e treinador escocês.
Bremner jogou por 22 anos, 17 deles dedicados ao Leeds United, do qual foi eleito o atleta do século XX. Participou ativamente do período áureo do time, entre as décadas de 1960 e 1970, período em que o Leeds esteve entre os principais clubes ingleses, faturando títulos (como dois campeonatos ingleses e Copa das Feiras) ou chegando a vice-campeonatos (como nos sucessivos campeonatos ingleses de 1970, 1971 e 1972 e na Copa das Campeões da UEFA de 1975, em que o time foi prejudicado pela arbitragem na final contra o Bayern Munique).
No total, Bremner, que passou pelo Leeds também como treinador, jogou 772 partidas pelo clube, estando atrás apenas de seu ex-colega Jack Charlton como jogador que mais atuou pelo United. O estilo truculento de Bremner e do próprios Leeds assim como os seguidos troféus acabariam, todavia, por angariar antipatias e rivalidades contra Manchester United (esta, existente até hoje), Tottenham Hotspur, Chelsea e Derby County (esta, mostrada inclusive em filme: em The Damned United, ele foi interpretado por Stephen Graham).
Pela Seleção Escocesa, Bremner esteve em uma das partidas mais celebradas da terra natal, um vitória por 3 x 2 sobre a rival Inglaterra em Wembley, em 1967, que fez os escoceses autoproclamarem-se como "campeões oficiosos do mundo". Bremner foi o capitão da Escócia na Copa do Mundo de 1974, a única que disputaria. Apesar de invicto, o Tartan Army acabaria eliminado na primeira fase, no grupo do Brasil.
Bremner faleceu em decorrência de um ataque cardíaco dois dias antes de seu 55º aniversário, em 1997.

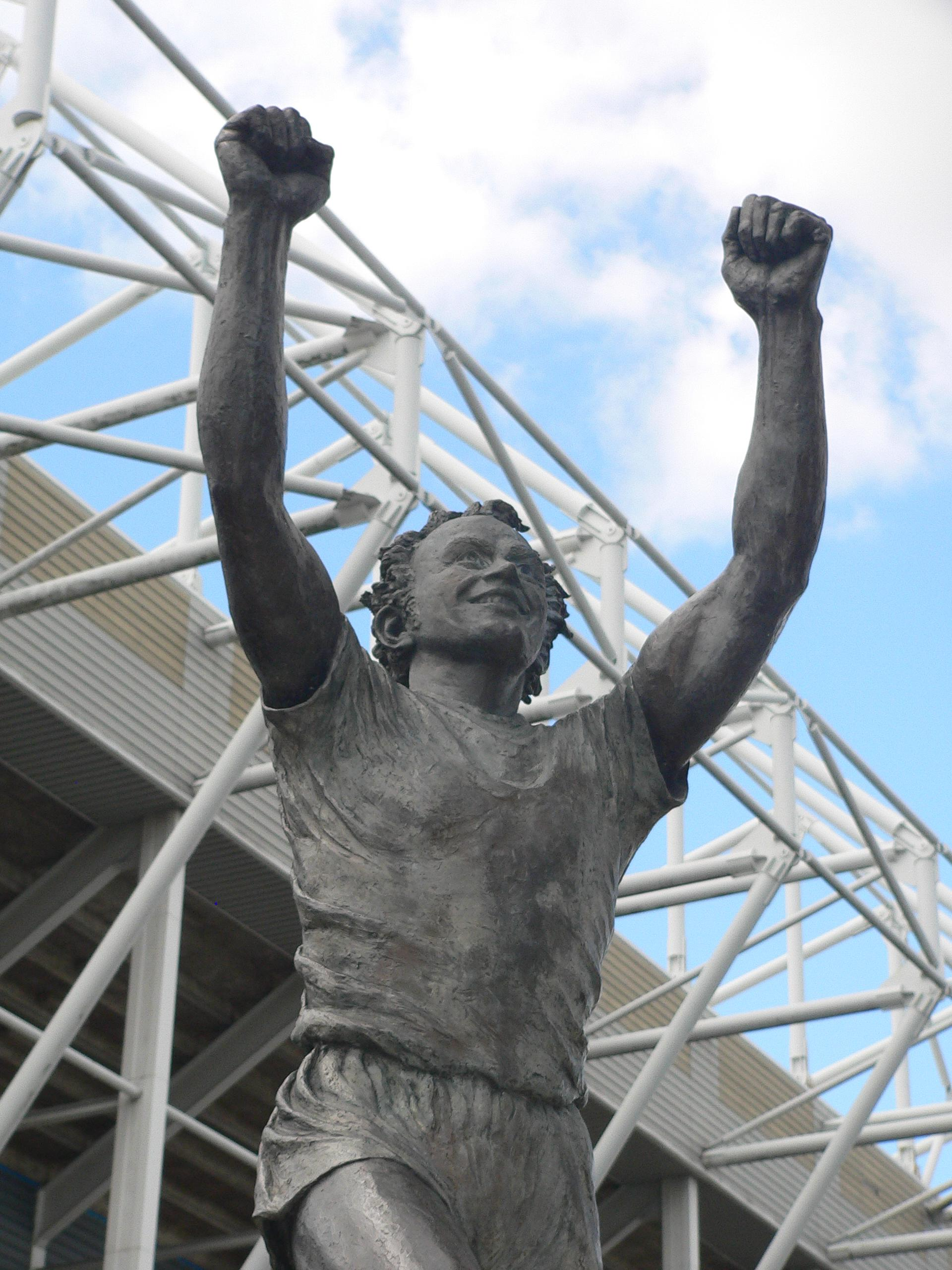
Estátua de Bremner na frente do Elland Road, estádio do Leeds United.

## Títulos
Leeds United
- Campeonato Inglês: 1969, 1974
- Segunda Divisão Inglesa: 1964
- Copa da Liga Inglesa: 1968
- Copa das Feiras: 1968, 1971
- Copa da Inglaterra: 1972
- Supercopa da Inglaterra: 1969